# Movimento Paquistanês pela Justiça
O Movimento Paquistanês pela Justiça (em urdu: پاکستان تحريکِ انصاف ou پی ٹی‌‌آئی, Pakistan Tehreek-e-Insaf ou PTI; em inglês: Pakistan Movement for Justice) é um partido político do Paquistão. Foi fundado em 1996 pelo jogador de críquete paquistanês Imran Khan, que serviu como primeiro-ministro do país de 2018 a 2022. O PTI é um dos três principais partidos políticos paquistaneses ao lado da Liga Muçulmana do Paquistão – Nawaz (PML–N) e do Partido Popular do Paquistão (PPP). Com mais de 10 milhões de membros no Paquistão e no exterior, afirma ser o maior partido político do país por adesão primária, bem como um dos maiores partidos políticos do mundo.
Apesar da personalidade popular de Khan no Paquistão, o PTI teve sucesso inicial limitado: não conseguiu ganhar, como um coletivo, um única assento nas eleições gerais de 1997 e nas eleições gerais de 2002; apenas o próprio Khan conseguiu um assento. Ao longo dos anos 2000, o PTI permaneceu em oposição à presidência de Pervez Musharraf, que liderou um governo militar sob a Liga Muçulmana do Paquistão – Quaid (PML-Q) desde o golpe de estado de 1999; também boicotou as eleições gerais de 2008, acusando-as de terem sido conduzidas com procedimentos fraudulentos sob o governo de Musharraf. Quando o PML-Q começou a declinar após a presidência de Musharraf, grande parte de seu eleitorado centrista foi perdido para o PTI. Na mesma época, a popularidade do PPP começou a diminuir após a desqualificação do primeiro-ministro Yousaf Raza Gillani em 2012. Da mesma forma, o PTI atraiu muitos ex-eleitores do PPP, principalmente nas províncias de Punjab e Khyber Pakhtunkhwa, devido à sua postura populista.
Nas eleições gerais de 2013, o PTI emergiu como um grande partido com mais de 7,5 milhões de votos, ocupando o segundo lugar em número de votos e o terceiro em número de assentos conquistados. No nível provincial, foi eleito para o poder em Khyber Pakhtunkhwa. Durante seu tempo na oposição, o PTI, com a ajuda de slogans populares, mobilizou pessoas em comícios sobre a angústia pública em várias questões nacionais. Nas eleições gerais de 2018, recebeu 16,9 milhões de votos; a maior quantia para qualquer partido político no Paquistão. Em seguida, formou um governo nacional em coalizão com outros cinco partidos pela primeira vez, com Khan servindo como primeiro-ministro. No entanto, em abril de 2022, uma moção de censura contra Khan removeu ele e seu governo do cargo no nível federal.
Atualmente, o PTI governa Khyber Pakhtunkhwa e Punjab no nível provincial e atua como o maior partido de oposição em Sindh, além de ter representação significativa no Baluchistão.
O PTI declarou que seu foco é transformar o Paquistão em um modelo de estado de bem-estar e combater a discriminação contra as minorias religiosas paquistanesas. O PTI se autodenomina um movimento contrário ao status quo, defendendo uma sociedade islâmica centrada no igualitarismo. Quanto à política externa, prioriza uma solução permanente para o conflito na Caxemira, se opõe à Guerra ao Terror seguida pelos Estados Unidos e defende uma aproximação à Rússia e China. Ademais, afirma ser o único partido não dinástico da política do Paquistão, em contraste com partidos como o PPP e o PML–N.
Desde 2019, o partido tem sido criticado por oponentes políticos e analistas por suas falhas em abordar várias questões econômicas e políticas, particularmente a economia paquistanesa, que foi ainda mais enfraquecida durante a pandemia de COVID-19. Durante seu tempo no poder, o partido enfrentou uma reação negativa por sua repressão à oposição paquistanesa, bem como pelo aumento da censura por meio de restrições aos meios de comunicação e à liberdade de expressão.

## Resultados eleitorais
| Data | Cl.     | Votos      | %          | +/-     | Deputados | +/-     | Status            |
| ---- | ------- | ---------- | ---------- | ------- | --------- | ------- | ----------------- |
| 1997 | 8.º     | 314 820    | 1,7 / 100  |         | 0 / 207   |         | Extra-parlamentar |
| 2002 | 11.º    | 160 686    | 0,6 / 100  | 1,1     | 1 / 342   | 1       | Oposição          |
| 2008 | Boicote | Boicote    | Boicote    | Boicote | Boicote   | Boicote | Boicote           |
| 2013 | 2.º     | 7 679 954  | 16,9 / 100 |         | 35 / 342  |         | Oposição          |
| 2018 | 1.º     | 16 884 266 | 31,9 / 100 | 15,0    | 149 / 342 | 114     | Governo           |